# Георги Наков (ВМРО)
 Тази статия е за дееца на протогеровисткото крило на ВМРО.  За кукушкия деец на ВМОРО вижте Георги Парадов.  
Георги Д. Наков е български революционер, войвода на Вътрешната македонска революционна организация.

## Биография
Георги Наков е роден през 1899 година в гевгелийското село Стояково, тогава в Османската империя, днес в Северна Македония.
След Първата световна война участва във възстановяването на ВМРО. След убийството на Александър Протогеров в 1928 година е на страната на протогеровистите. Участва в протогеровистката експедиция към Петрички окръг. Заловен е и убит от михайловистите през август 1928 година. Показанията на Наков след залавянето му са публикувани през септември 1928 година в книгата на ВМРО „По стѫпкитѣ на Стоянъ Мишевъ и Тодоръ Паница“.
- Показания на Наков след залавянето му